# 衣笠站
衣笠站（日语：／ Kinugasa eki */?）是位於神奈川縣橫須賀市衣笠榮町，屬於東日本旅客鐵道（JR東日本）橫須賀線的鐵路車站。車站編號是JO 02。

## 歷史
- 1944年（昭和19年）
  - 4月1日：本站連同日本國鐵橫須賀線橫須賀至久里濱段開業。開業時未有貨物處理業務[2]。
  - 10月15日：開始行李與小型貨物處理業務、貨物配送業務[3]。
- 1961年（昭和36年）2月1日：貨物處理業廢止。
- 1987年（昭和62年）4月1日：國鐵分割民營化，本站由JR東日本接手管理。
- 2001年（平成13年）
  - 11月18日：智能卡系統Suica正式投入服務。
  - 12月1日：改點，湘南新宿線開始運行。
- 2004年（平成16年）10月16日：改點，廢除橫須賀、久里濱起迄的湘南新宿線。
- 2009年（平成21年）3月11日：設置電梯。
- 2015年（平成27年）
  - 2月13日：綠色窗口結束營業，早晨無人化。
  - 3月左右：屋頂延長工程完工，全月台有屋頂遮蓋。

## 車站結構
本站為島式月台1面2線的地面車站。站房與月台間有地下道連通。月台最常可停靠長11節編組的列車。本站是由逗子站管理的業務委託站（JR東日本車站服務）。站內設有指定席售票機、自動驗票閘門和Suica綠色券自動售票機。付費區外有超商NewDays與中華料理店東秀。站內的無障礙設備包括無障礙廁所、點字車資表和電梯。

### 月台配置
| 月台 | 路線                  | 方向 | 目的地                         |
| ---- | --------------------- | ---- | ------------------------------ |
| 1    | 橫須賀線              | 下行 | 往久里濱                       |
| 2    | 橫須賀·總武線（快速） | 上行 | 橫濱、東京、千葉、成田機場方向 |

（來源：JR東日本:車站構內圖 （页面存档备份，存于））

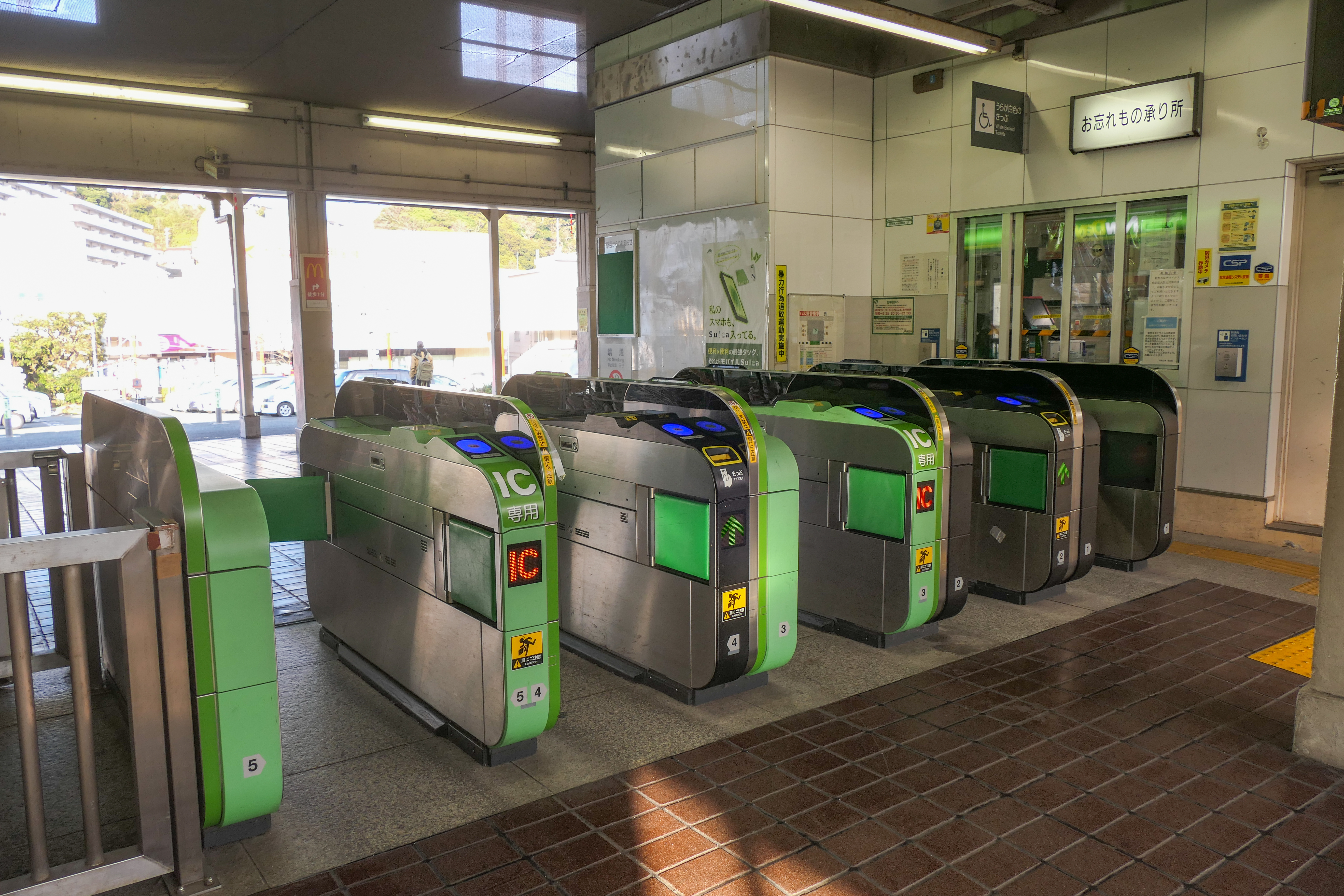
驗票閘口（2023年1月）
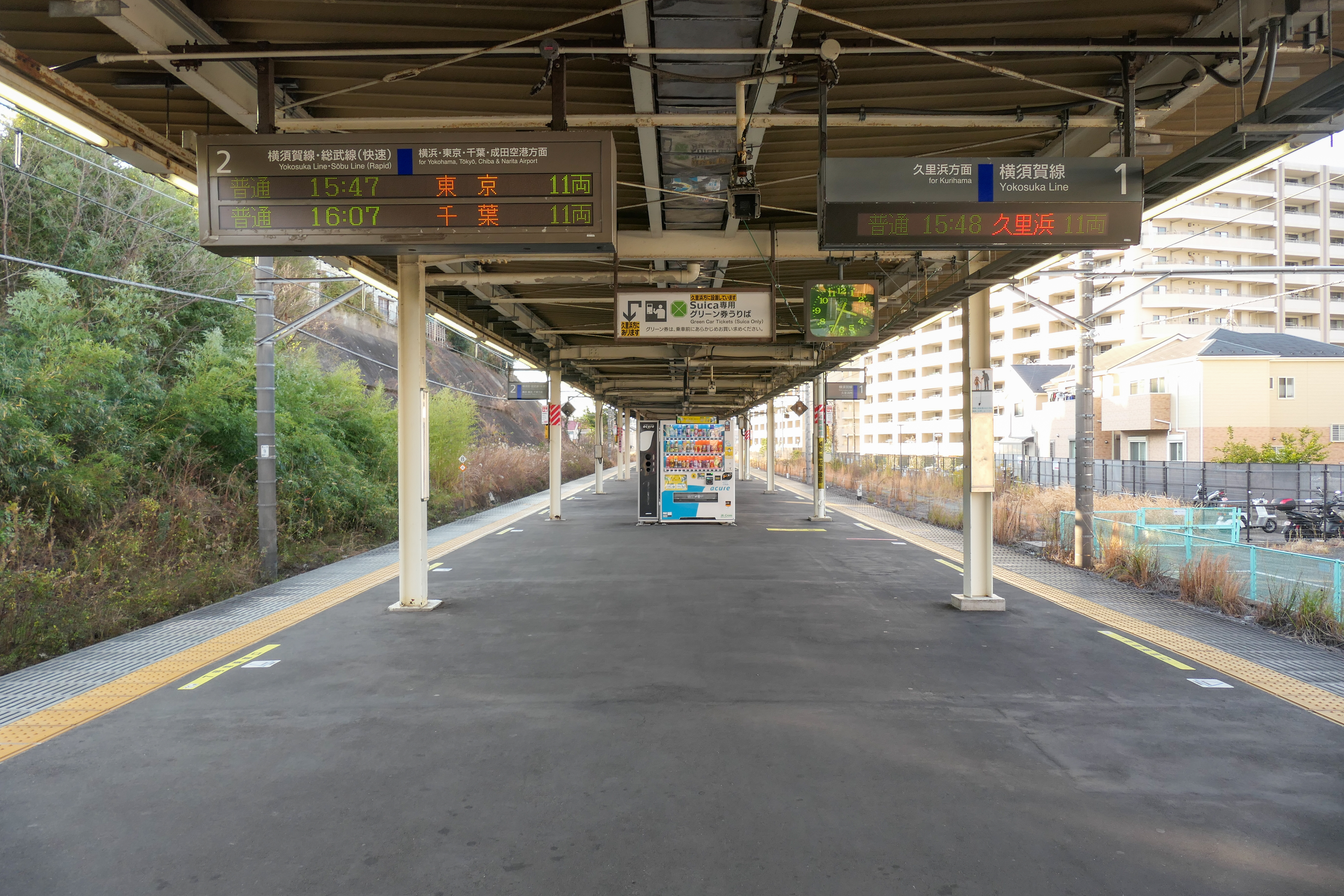
1號與2號月台（2023年1月）

## 使用情況
2019年（令和元年）度的1日平均上車人次為8,369人。
近年的推移如下表。
| 年度               | 1日平均 上車人次 | 來源     |
| ------------------ | ---------------- | -------- |
| 1995年（平成07年） | 11,558           | [ * 1 ]  |
| 1998年（平成10年） | 10,786           | [ * 2 ]  |
| 1999年（平成11年） | 10,546           | [ * 3 ]  |
| 2000年（平成12年） | 10,219           | [ * 3 ]  |
| 2001年（平成13年） | 10,066           | [ * 4 ]  |
| 2002年（平成14年） | 9,971            | [ * 5 ]  |
| 2003年（平成15年） | 9,782            | [ * 6 ]  |
| 2004年（平成16年） | 9,415            | [ * 7 ]  |
| 2005年（平成17年） | 9,245            | [ * 8 ]  |
| 2006年（平成18年） | 9,182            | [ * 9 ]  |
| 2007年（平成19年） | 9,185            | [ * 10 ] |
| 2008年（平成20年） | 9,326            | [ * 11 ] |
| 2009年（平成21年） | 9,166            | [ * 12 ] |
| 2010年（平成22年） | 9,087            | [ * 13 ] |
| 2011年（平成23年） | 9,100            | [ * 14 ] |
| 2012年（平成24年） | 9,146            | [ * 15 ] |
| 2013年（平成25年） | 9,155            | [ * 16 ] |
| 2014年（平成26年） | 8,807            | [ * 17 ] |
| 2015年（平成27年） | 8,874            | [ * 18 ] |
| 2016年（平成28年） | 8,757            | [ * 19 ] |
| 2017年（平成29年） | 8,656            |          |
| 2018年（平成30年） | 8,568            |          |
| 2019年（令和元年） | 8,369            |          |

## 車站周邊

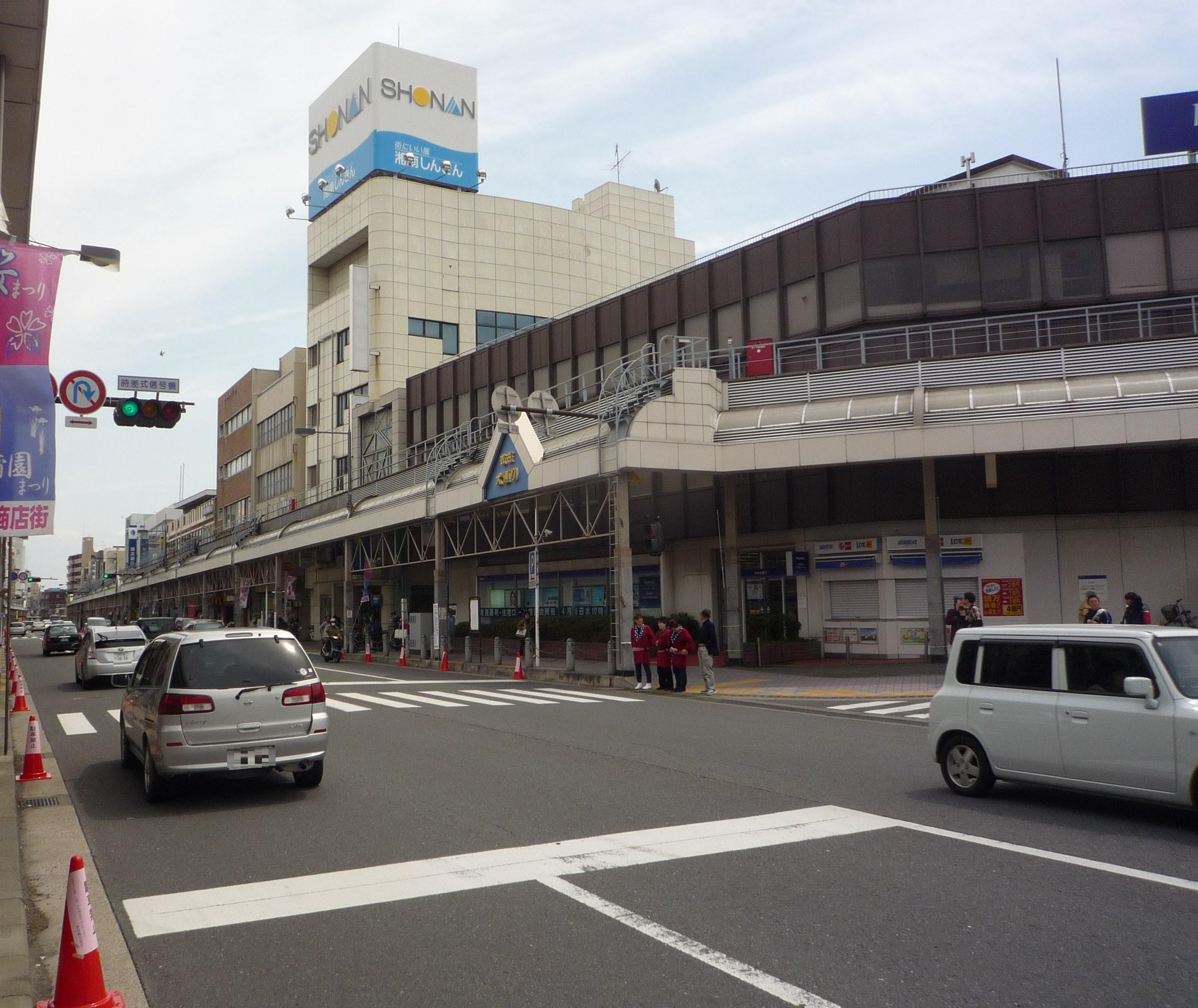
衣笠商店街

站前有神奈川縣道27號橫須賀葉山線通過，周邊商店密集。近年附近興建多座公寓。

### 景點、古蹟、休閒設施等
- 衣笠山公園（日语：衣笠山公園）
- 衣笠城址（日语：衣笠城）
- 橫須賀菖蒲園（日语：横須賀しょうぶ園）
- 阿部倉溫泉（日语：阿部倉温泉）
- 佐野天然溫泉（日语：佐野天然温泉）

### 公共設施
- 衣笠行政中心。
- 橫須賀市濱木綿會館 。
- 京濱急行巴士衣笠營業所（日语：京浜急行バス衣笠営業所）
- 社會福祉法人日本醫療傳道會 衣笠醫院

學校
- 神奈川縣立橫須賀高等學校（日语：神奈川県立横須賀高等学校）
- 三浦學苑高等学校（日语：三浦学苑高等学校）
- 橫須賀市立衣笠小學校（日语：横須賀市立衣笠小学校）
- 橫須賀市立城北小學校（日语：横須賀市立城北小学校）

### 商業
- 衣笠商店街（日语：衣笠商店街）

金融機關
- 瑞穗銀行衣笠支店
- 橫濱銀行衣笠支店
- 湘南信用金庫（日语：湘南信用金庫）衣笠支店
- 神奈川信用金庫（日语：かながわ信用金庫）榮町支店
- JA橫須賀葉山（日语：よこすか葉山農業協同組合）衣笠支店

## 巴士路線

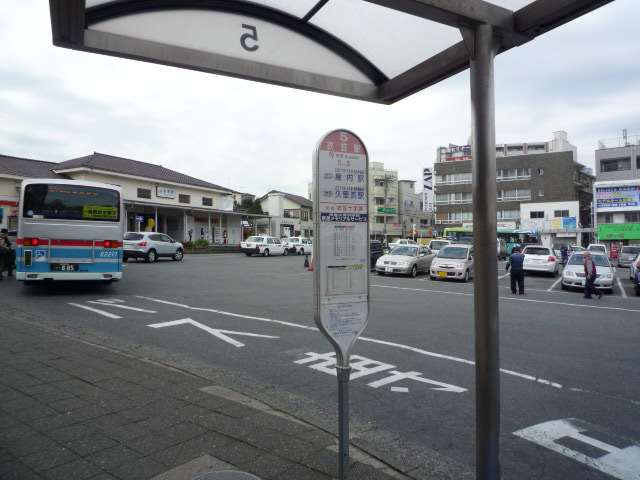
巴士總站（5號乘車處望向站房方向。2010年3月）

距離橫須賀市內其他車站較遠。因此停靠的路線巴士較多。
巴士總站位於縣道27號線（衣笠通）旁，路線有京濱急行巴士營運。
- 1號乘車處
  - 須18 - 經綜合體育館、橫須賀中央站往橫須賀站
- 2號乘車處
  - 須10 - 經池上十字路、汐入站往橫須賀站
  - 汐10 - 經池上十字路往汐入站
  - 衣19 - 經池上十字路、汐入站、橫須賀中央站往安浦二丁目
- 3號乘車處
  - 逗15 - 經池上十字路、上山口小學校往逗子站
  - 逗25 - 經南鄉隧道往逗子站
  - 衣25 - 菖蒲園循環
- 4號乘車處
  - 須1 - 經衣笠十字路、聖德寺坂上、橫須賀中央站往橫須賀站
- 5號乘車處
  - 衣30 - 經衣笠十字路、五郎橋往堀之內站
  - 衣35 - 經衣笠十字路、五郎橋往JR久里濱站

## 京急武山線
- 戰時，京濱電氣鐵道（現在的京濱急行電鐵）曾依照軍方指示規劃衣笠～橫須賀市林地區的鐵道路線。詳情請見京急武山線（日语：京急武山線）。

## 相鄰車站
東日本旅客鐵道（JR東日本）
 橫須賀線
橫須賀（JO 03）－衣笠（JO 02）－久里濱（JO 01）
1945年終戰前，橫須賀～衣笠間曾開設海軍工廠通勤專用站相模金谷臨時乘降場。

### 使用情況
JR東日本2000年度以後的上車人次
1. ↑  各駅の乗車人員（2000年度） （页面存档备份，存于） - JR東日本
2. ↑  各駅の乗車人員（2001年度） （页面存档备份，存于） - JR東日本
3. ↑  各駅の乗車人員（2002年度） （页面存档备份，存于） - JR東日本
4. ↑  各駅の乗車人員（2003年度） （页面存档备份，存于） - JR東日本
5. ↑  各駅の乗車人員（2004年度） （页面存档备份，存于） - JR東日本
6. ↑  各駅の乗車人員（2005年度） （页面存档备份，存于） - JR東日本
7. ↑  各駅の乗車人員（2006年度） （页面存档备份，存于） - JR東日本
8. ↑  各駅の乗車人員（2007年度） （页面存档备份，存于） - JR東日本
9. ↑  各駅の乗車人員（2008年度） （页面存档备份，存于） - JR東日本
10. ↑  各駅の乗車人員（2009年度） （页面存档备份，存于） - JR東日本
11. ↑  各駅の乗車人員（2010年度） （页面存档备份，存于） - JR東日本
12. ↑  各駅の乗車人員（2011年度） （页面存档备份，存于） - JR東日本
13. ↑  各駅の乗車人員（2012年度） （页面存档备份，存于） - JR東日本
14. ↑  各駅の乗車人員（2013年度） （页面存档备份，存于） - JR東日本
15. ↑  各駅の乗車人員（2014年度） （页面存档备份，存于） - JR東日本
16. ↑  各駅の乗車人員（2015年度） （页面存档备份，存于） - JR東日本
17. ↑  各駅の乗車人員（2016年度） （页面存档备份，存于） - JR東日本
18. ↑  各駅の乗車人員（2017年度） （页面存档备份，存于） - JR東日本
19. ↑  各駅の乗車人員（2018年度） （页面存档备份，存于） - JR東日本
20. ↑  各駅の乗車人員（2019年度） （页面存档备份，存于） - JR東日本

神奈川縣縣勢要覽
1. ↑  線区別駅別乗車人員（1日平均）の推移PDF - 17ページ
2. ↑  神奈川県県勢要覧（平成12年度）- 220ページ
3. 1 2  神奈川県県勢要覧（平成13年度）PDF - 222ページ
4. ↑  神奈川県県勢要覧（平成14年度）PDF - 220ページ
5. ↑  神奈川県県勢要覧（平成15年度）PDF - 220ページ
6. ↑  神奈川県県勢要覧（平成16年度）PDF - 220ページ
7. ↑  神奈川県県勢要覧（平成17年度）PDF - 222ページ
8. ↑  神奈川県県勢要覧（平成18年度）PDF - 222ページ
9. ↑  神奈川県県勢要覧（平成19年度）PDF - 224ページ
10. ↑  神奈川県県勢要覧（平成20年度）PDF - 228ページ
11. ↑  神奈川県県勢要覧（平成21年度）PDF - 238ページ
12. ↑  神奈川県県勢要覧（平成22年度）PDF - 236ページ
13. ↑  神奈川県県勢要覧（平成23年度）PDF - 236ページ
14. ↑  神奈川県県勢要覧（平成24年度）PDF - 232ページ
15. ↑  神奈川県県勢要覧（平成25年度）PDF - 234ページ
16. ↑  神奈川県県勢要覧（平成26年度）PDF - 236ページ
17. ↑  神奈川県県勢要覧（平成27年度）PDF - 236ページ
18. ↑  神奈川県県勢要覧（平成28年度）PDF - 244ページ
19. ↑  神奈川県県勢要覧（平成29年度）PDF - 236ページ

## 外部連結
- 車站資訊（衣笠）：東日本旅客鐵道

35°15′27″N 139°39′41″E / 35.257371°N 139.661356°E